# آگوستین بوسیو
آگوستین بوسیو (انگلیسی: Agustín Bossio؛ زادهٔ ۱۵ نوامبر ۱۹۸۳) بازیکن فوتبال اهل آرژانتین است.